# Hedychium biflorum
Hedychium biflorum är en enhjärtbladig växtart som beskrevs av Sirirugsa och Kai Larsen. Hedychium biflorum ingår i släktet Hedychium och familjen Zingiberaceae. Inga underarter finns listade i Catalogue of Life.